# Internacional Liberal
Internacional Liberal é uma rede global de partidos políticos liberais, fundada em Oxford em 1947 por iniciativa de liberais belgas, britânicos e noruegueses.
Hoje em dia é uma organização que luta pela implementação da democracia liberal pelo mundo inteiro.
Vários princípios que unem todos os partidos liberais da África, Américas, Ásia e Europa: direitos humanos, eleições livres e justas e democracia multi-partidária, tolerância, liberdade, comércio livre, sustentabilidade ambiental e uma forte noção de solidariedade internacional.
A Internacional Liberal baseia o seu trabalho político nas resoluções adoptadas no seu Congresso e no seu Comité Executivo, e em particular nos Manifestos Liberais (1947 e 1967) e no Apelo Liberal (1981).

## Manifesto de Oxford
O Manifesto de Oxford, elaborado em abril de 1947 no Wadham College de Oxford por representantes de 19 partidos políticos liberais, liderados por Salvador de Madariaga, é um documento que descreve as bases princípios políticos da Internacional Liberal.

## Membros

### Partidos membros
| País               | Membros                                                          | Status                          |
| ------------------ | ---------------------------------------------------------------- | ------------------------------- |
| África do Sul      | Aliança Democrática                                              | Oposição                        |
| Alemanha           | Partido Democrático Liberal                                      | Governo                         |
| Andorra            | Partido Liberal de Andorra                                       | Oposição                        |
| Bélgica            | Movimento Reformador                                             | Governo                         |
| Bélgica            | Liberais e Democratas Flamengos                                  | Governo                         |
| Botswana           | Movimento pela Democracia do Botswana                            | Oposição                        |
| Bulgária           | Movimento pelos Direitos e Liberdades                            | Oposição                        |
| Bulgária           | Movimento Nacional pela Estabilidade e Progresso                 | Extra-parlamentar               |
| Burquina Fasso     | Aliança pela Democracia e Federação - União Democrática Africana | Oposição                        |
| Burundi            | Aliança Democrática pela Renovação                               | Oposição                        |
| Camboja            | Partido de Salvação Nacional do Cambodja                         | Governo                         |
| Canadá             | Partido Liberal do Canadá                                        | Governo                         |
| Costa do Marfim    | Reagrupamento dos Republicanos                                   | Governo                         |
| Croácia            | Partido Social Liberal Croata                                    | Extra-parlamentar               |
| Cuba               | União Liberal Cubana                                             | Interditado                     |
| Cuba               | Partido Democrático da Solidariedade                             | Interditado                     |
| Cuba               | Partido Nacional Liberal                                         | Interditato                     |
| Dinamarca          | Partido Social-Liberal                                           | Oposição                        |
| Dinamarca          | Venstre-Partido Liberal da Dinamarca                             | Governo                         |
| Egito              | Partido dos Egípcios Livres                                      | Extra-parlamentar               |
| Estónia            | Partido Reformista Estónio                                       | Governo                         |
| Filipinas          | Partido Liberal                                                  | Governo                         |
| Finlândia          | Partido do Centro                                                | Governo                         |
| Finlândia          | Partido Popular Sueco da Finlândia                               | Oposição                        |
| Geórgia            | Partido Republicano da Geórgia                                   | Governo                         |
| Gibraltar          | Partido Liberal                                                  | Governo                         |
| Guatemala          | Partido Patriótico                                               | Governo                         |
| Guiné              | União das Forças Democráticas da Guiné                           | Oposição                        |
| Guiné              | União das Forças Republicanas                                    | Oposição                        |
| Honduras           | Partido Liberal                                                  | Oposição                        |
| Irlanda do Norte   | Partido da Aliança da Irlanda do Norte                           | Extra-parlamentar( Reino Unido) |
| Irlanda do Norte   | Partido da Aliança da Irlanda do Norte                           | Governo( Irlanda do Norte)      |
| Islândia           | Partido do Progresso                                             | Governo                         |
| Israel             | Grupo Liberal Israelita                                          | Extra-parlamentar               |
| Kosovo             | Partido Liberal Independente                                     | Extra-parlamentar               |
| Líbano             | Movimento do Futuro                                              | Governo                         |
| Luxemburgo         | Partido Democrata                                                | Governo                         |
| Macedônia do Norte | Partido Liberal Democrata                                        | Oposição                        |
| Madagáscar         | Movimento pelo Progresso de Madagáscar                           | Oposição                        |
| Marrocos           | Movimento Popular                                                | Governo                         |
| Marrocos           | União Constitucional                                             | Oposição                        |
| México             | Partido da Nova Aliança                                          | Oposição                        |
| Mongólia           | Partido Verde - Vontade Civil                                    | Oposição                        |
| Nicarágua          | Partido Liberal Independente                                     | Oposição                        |
| Noruega            | Partido Liberal                                                  | Oposição                        |
| Países Baixos      | Democratas 66                                                    | Governo                         |
| Países Baixos      | Partido Popular para a Liberdade e Democracia                    | Governo                         |
| Paraguai           | Partido Liberal Radical Autêntico                                | Oposição                        |
| Portugal           | Iniciativa Liberal                                               | Oposição                        |
| Reino Unido        | Liberais Democratas                                              | Oposição                        |
| Roménia            | Partido Nacional Liberal                                         | Oposição                        |
| Rússia             | Yabloko                                                          | Extra-parlamentar               |
| Senegal            | Partido Democrático Senegalês                                    | Oposição                        |
| Sri Lanka          | Partido Liberal do Sri Lanka                                     | Oposição                        |
| Suécia             | Partido do Centro                                                | Oposição                        |
| Suécia             | Partido Popular Liberal                                          | Oposição                        |
| Tailândia          | Partido Democrata                                                | Oposição                        |
| Taiwan             | Partido Democrático Progressista                                 | Oposição                        |
| Tanzânia           | Frente Unida Cívica                                              | Oposição                        |
| Venezuela          | Vamos Venezuela                                                  | Extra-parlamentar               |

### Partidos observadores
| País                           | Membros                                        | Status            |
| ------------------------------ | ---------------------------------------------- | ----------------- |
| Brasil                         | Partido Novo                                   | Oposição          |
| Bósnia e Herzegovina           | Partido Liberal Democrata                      | Oposição          |
| Chile                          | Partido Liberal do Chile                       | Oposição          |
| Colômbia                       | Partido Social de Unidade Nacional             | Governo           |
| Comores                        | Aliança Nacional pelas Comores                 | Extra-parlamentar |
| Chipre                         | Democratas Unidos                              | Extra-parlamentar |
| Croácia                        | Assembleia Democrática da Ístria               | Governo           |
| Etiópia                        | Partido Democrático Etíope                     | Oposição          |
| Espanha                        | Partido Libertário                             | Extra-parlamentar |
| Guatemala                      | Movimento Reformista                           | Oposição          |
| Indonésia                      | Partido Democrático                            | Oposição          |
| Irlanda                        | Fianna Fáil                                    | Oposição          |
| Itália                         | Grupo Liberal Italiano                         | N/D               |
| Malásia                        | Partido Gerakan Rakyat da Malásia              | Governo           |
| Malásia                        | Partido Popular da Justiça                     | Oposição          |
| Mali                           | Partido dos Cidadãos pela Renovação do Mali    | Extra-parlamentar |
| Marrocos                       | União Nacional dos Independentes               | Governo           |
| Moçambique                     | Partido pela Paz, Democracia e Desenvolvimento | Extra-parlamentar |
| Montenegro                     | Partido Liberal de Montenegro                  | Oposição          |
| Portugal                       | Iniciativa Liberal                             | Oposição          |
| República Democrática do Congo | União pela Reconstrução do Congo               | Oposição          |
| Sérvia                         | Partido Liberal Democrata                      | Oposição          |
| Singapura                      | Partido Democrático de Singapura               | Extra-parlamentar |
| Ucrânia                        | Ucrânia de Futuro                              | Extra-parlamentar |